# Carretera Marginal de la Selva
La Vía Marginal de la Selva est une route d'Amérique du Sud. Cette route, en projet, est destinée à relier les régions amazoniennes de Colombie, d'Équateur et du Pérou et les plaines du Venezuela et de Bolivie.

## Histoire
Ce projet nait en 1963 comme un projet d'intégration international entre la Colombie, le Pérou, l'Équateur et la Bolivie. Le Venezuela rejoint par la suite le projet. La Vía Marginal de la Selva est un des principaux projets de l’Iniciativa para la Integración Sudamericana (IIRSA) pour l’Axe d'Intégration et de Développement Andin.

## Parcours

### Venezuela
Au Venezuela, la Vía Marginal de la Selva est nommée Ruta Troncal 5 et est habituellement appelée Autopista del LLano ou Autoroute José Antonio Páez. Cette route commence dans la ville de Valencia dans l'état de Carabobo. Cette route se dirige vers le Sud-Ouest à travers les états de Cojedes, de Portuguesa, de Barinas, d'Apure et de Táchira. En 2011, la route n'atteint pas la frontière Colombienne, tournant vers l'Ouest et la ville de San Rafael del Pinal dans l'état de Táchira.
La signalisation employée au Venezuela pour la Vía Marginal de la Selva est celle de l’autoroute José Antonio Páez :
|  |  |

### Colombie
En Colombie, la Vía Marginal de la Selva porte le nom de Ruta Nacional 65 conformément au décret 1735 du 28 août 2001. La route n'est pas construite dans sa totalité, les deux tronçons existants, séparés, sont appelés respectivement Troncal de la Selva (entre Villa Garzón dans le département de Putumayo et Mina Blanca dans le département de Caquetá) et Troncal del Llano (entre La Uribe dans le département de Meta et Saravena dans le département d'Arauca. Le tronçon entre Mina Blanca et La Uribe reste à construire
Selon le Manual de Señalización Vial rédigé par l’Instituto Nacional de Vías, les panneaux suivant sont utilisés pour identifier la Ruta Nacional 65 et/ou la Vía Marginal de la Selva à travers son passage en Colombie :
|  |  |  |

### Équateur
En Équateur la Vía Marginal de la Selva est nommée Troncal Amazónica et est identifiée comme la Ruta Nacional E45 conformément au décret ministériel 001 du 12 janvier 2001. La route suit les contreforts Ouest des Andes du Nord au Sud traversant les villes de Puerto El Carmen, de Nueva Loja, de Lumbaquí, de Tena, de Puyo, de Macas, et de Zamora.
En plus de l'identification alfa-numérique déterminée par le Ministerio de Transporte y Obras Públicas, la Troncal Amazónica est également identifiée par un logotype typique de la faune équatorienne choisit par le Ministère du Tourisme selon le Plan Corporativo de Señalización Turística. Dans ce cas, le logotype choisi est un Toucan. De ce fait, selon le Reglamento Técnico de Señalización Vial et le Plan Corporativo de Señalización Vial les panneaux suivants sont utilisés pour identifier le Troncal Amazónica en Équateur :
|  |  |  |

### Pérou
Au Pérou la Vía Marginal de la Selva est nommée Longitudinal de la Selva et est identifiée comme la Ruta Nacional PE-5 selon le Décret Suprême no 044-2008-MTC du 27 novembre 2008. La Longitudinal de la Selva est divisée en deux parties : la Longitudinal de la Selva Nord (Ruta PE-5N) et la Longitudinal de la Selva Sud (Ruta Nacional PE-5S). Les deux tronçons se rejoignent au kilomètre zéro à Puente Reither dans le district de Chanchamayo, Province de Chanchamayo, Région de Junín. La route suit les contreforts Ouest des Andes du Nord au Sud.
Selon le Manual de Dispositivos de Control del Tránsito Automotor para Calles y Carreteras du Ministère des Transports et des Communications du Pérou, les panneaux suivants sont utilisés au Pérou pour identifier la Longitudinal de la Selva. Le nom de la région traversée par la route est indiqué sur le panneau, la Région de Pasco dans l'exemple ci-dessous.
|  |  |  |

### Bolivie
En Bolivie, la Vía Marginal de la Selva part de la ville de Puerto Heath (frontière départementale entre Pando/La Paz) à la frontière avec le Pérou sous le nom de Ruta Fundamental 16. La route suit les contreforts andins. À Rerrenbaque dans le département de La Paz, la Vía Marginal de la Selva devient la Ruta Fundamental 8 puis  Ruta Fundamental 3 près de Yucumo dans le département de Beni pour finir comme Ruta Fundamental 9  à Trinidad. La route rejoint alors Santa Cruz de la Sierra puis Yacuiba (Département de Tarija) à la frontière avec l'Argentine.
Selon le Manual de Carreteras Volumen 3 - Manual de Dispositivos de Control de Tránsito de l’Administradora Boliviana de Carreteras, les panneaux signalant la Vía Marginal de la Selva à travers le territoire bolivien sont les suivants :
|  |  |  |  |  |